# Artefact
artefact ist eine freie internationale Umweltbildungsstätte in Glücksburg/Ostsee im Norden Schleswig-Holsteins für Erwachsene, Kinder und Jugendliche. Sie besteht aus Tagungs- und Gästehaus, Energieerlebnis- und Demonstrationspark, Werkstätten und einem Naturerlebnisraum. artefact besteht seit 1990 und wurde mehrfach ausgezeichnet.

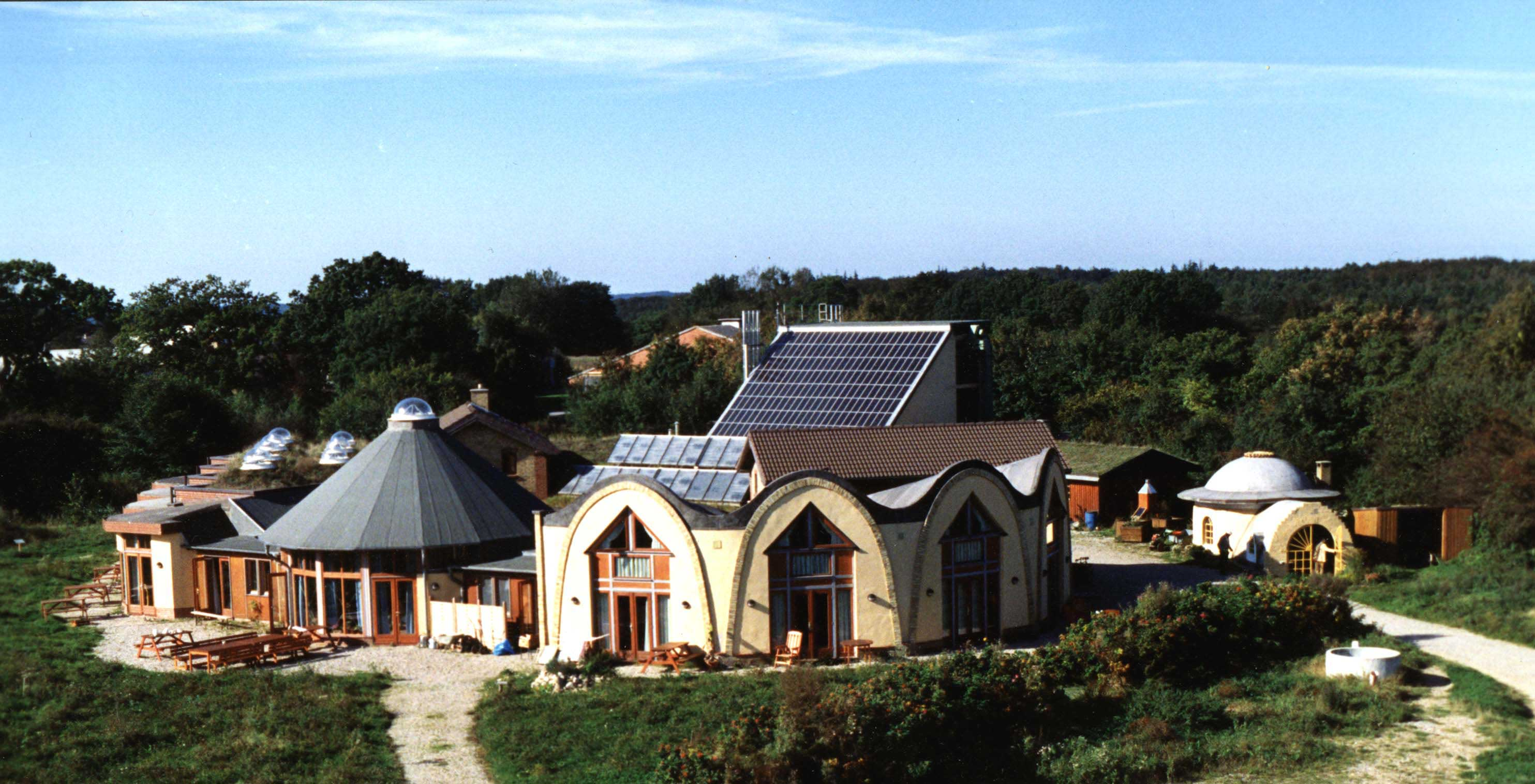
Hauptgebäude artefact

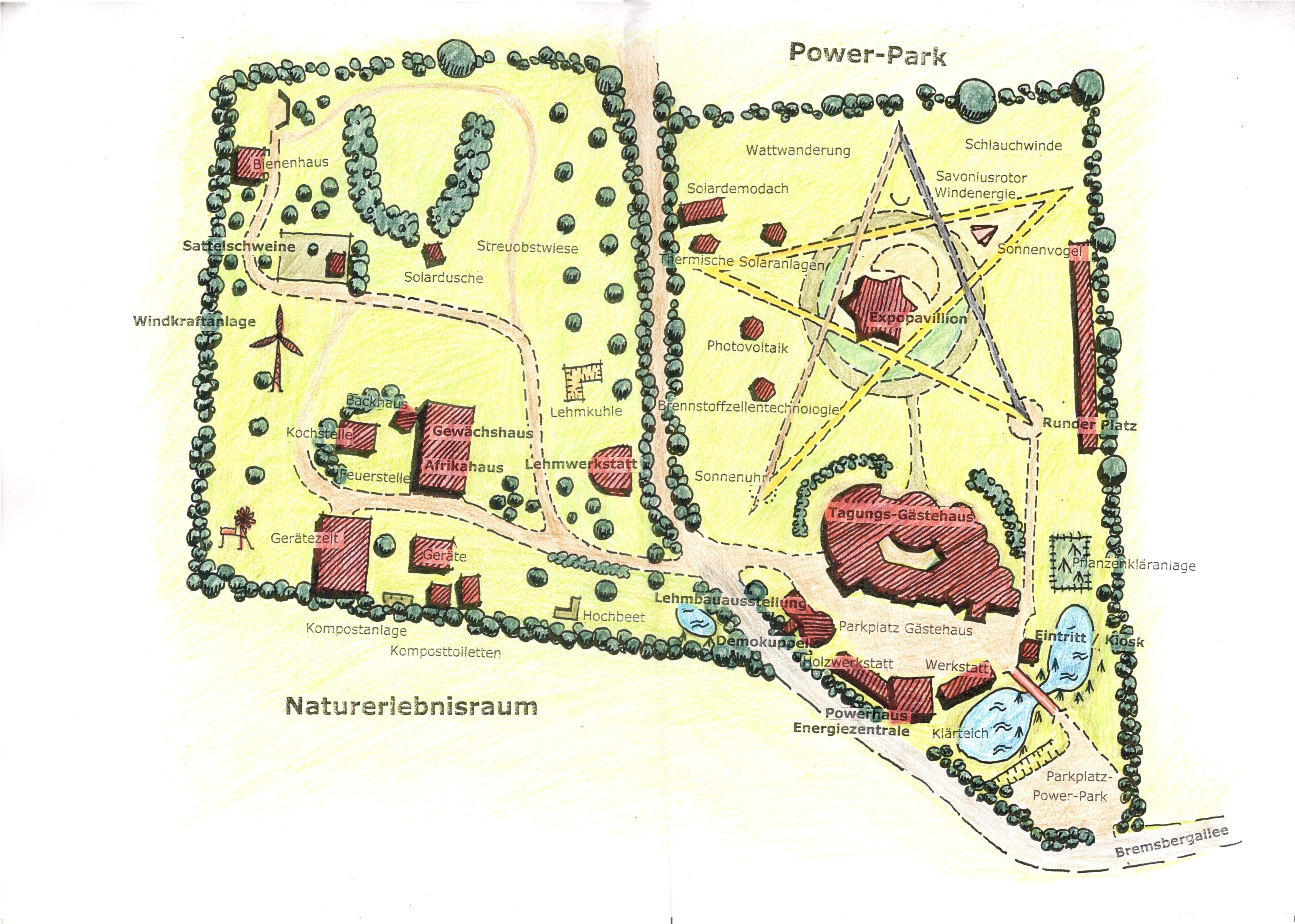
Naturerlebnisraum artefact

## Beschreibung
Die Fort- und Weiterbildung von artefact mit Umwelt- und Ökologiethemen entsprechend der dualen Ausrichtung Nord – Süd richtet sich an außereuropäische Zielgruppen zu Themen wie Technologietransfer, interkulturelle Kooperation und Freiwilligenaustausch vorwiegend nach Ostafrika. Zum Zweiten orientiert sie sich regional beiderseits der nahen deutsch-dänischen Grenze.
Träger des Zentrums ist die gemeinnützige GmbH für globales Lernen und lokales Handeln. Ein gemeinnütziger Förderverein unterstützt die Bildungsarbeit. Die internationale Umweltbildungsstätte ist seit 1990 in Betrieb.

## Idee / Entwicklung
Die Idee zur Gründung des Zentrums entstand Mitte der 1980er Jahre im Umfeld der Pädagogischen Hochschule Flensburg mit dem Postgraduierten-Studiengang ARTES (Appropriate Rural Technologies and Extension Skills), der Grundstein zum Bau des Zentrums 1998 gelegt.
Er richtete sich an Techniker und Entwicklungspädagogen mit mind. 5 Jahren Auslandserfahrung. Es werden Kulturtechniken anderer, auch außereuropäischer Regionen für nachhaltige Bau- und Wirtschaftsweisen im anders entwickelten Nordeuropa getestet und an hiesige Rahmenbedingungen angepasst.

## Konzeption der Bildungsstätte

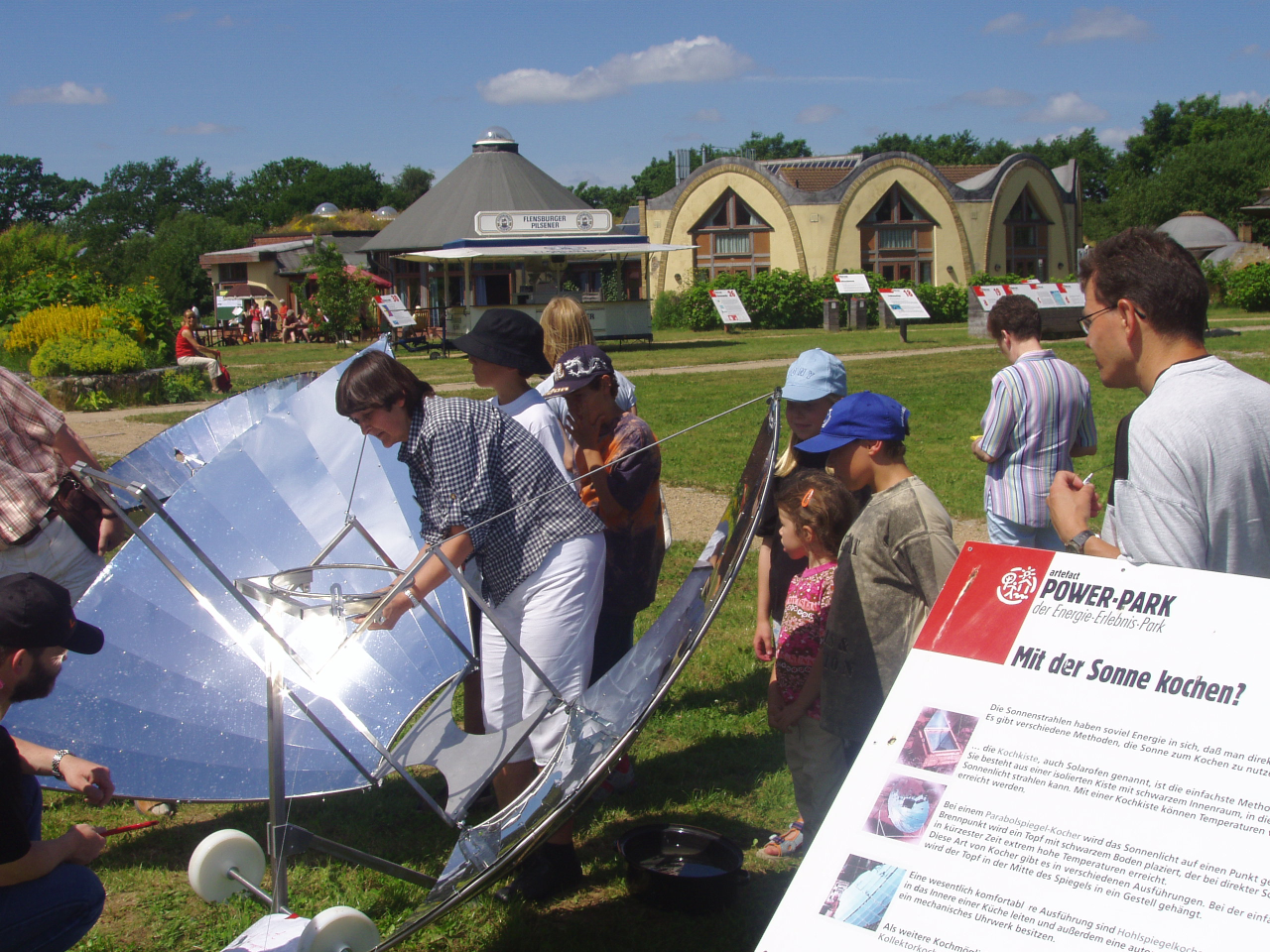
Solarkocher Papillon

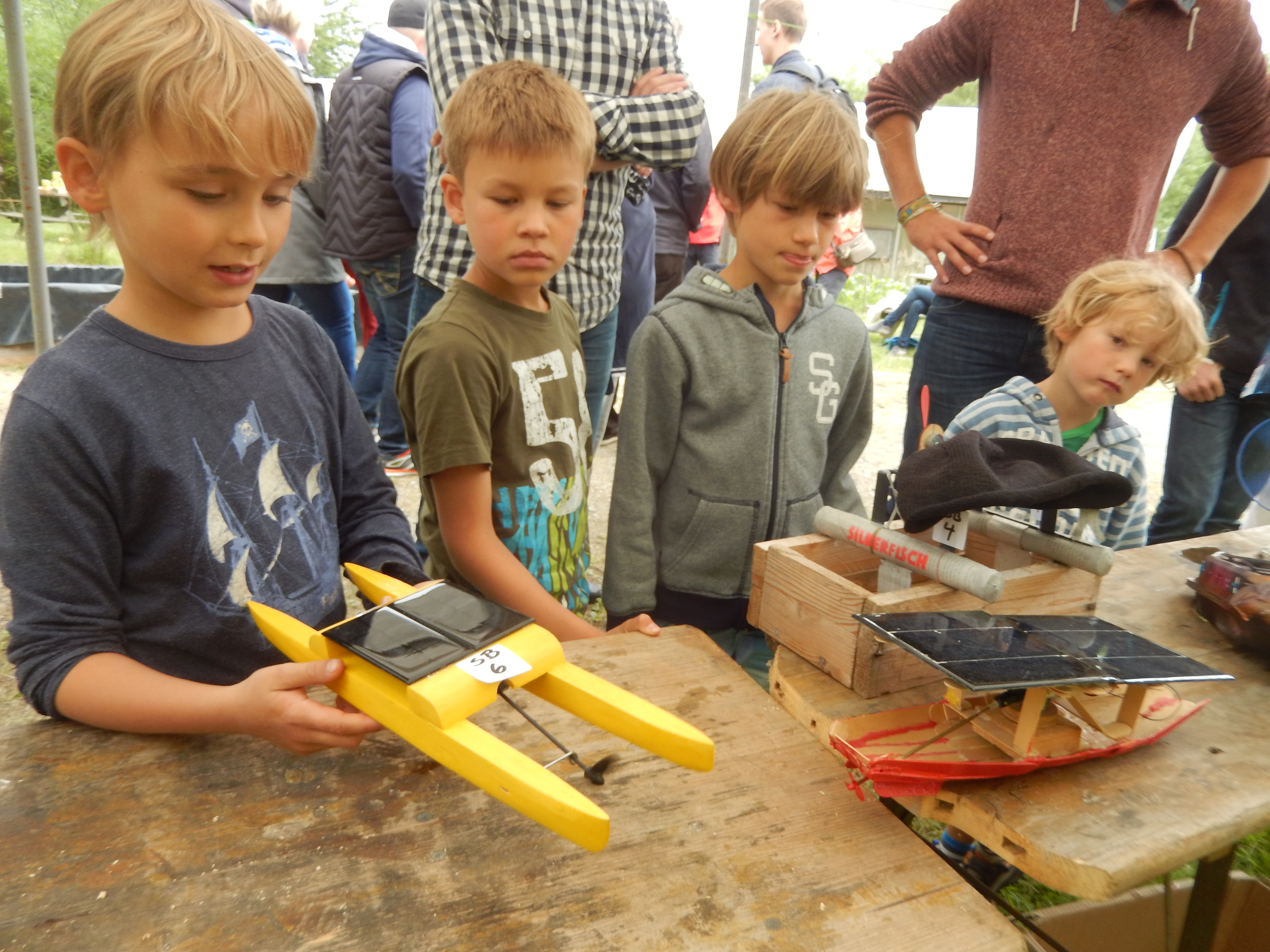
Solarboot Modell

Das Programm umfasst Umwelt- und Entwicklungspädagogik und Fortbildung für Lehrkräfte, Multiplikatoren und Auszubildende, Kurse und Workshops im Energielernpark, Besucherprogramme, Bildungsangebote für besondere Zielgruppen von der Kita und bis zur Umwelt-AG, Projekttage für Schülergruppen.
Im Internationalen Technologieaustausch Vorbereitung und Durchführung von Freiwilligendiensten von Workcamps mit dem Service Civil International bis zum einjährigen IJFD-Einsatz, Workshops, Kursen für Fachleute, Entscheidungsträger und Laien aus dem In- und Ausland.
Der im Jahr 2000 eröffnete erste Energie- und Erlebnispark Deutschlands bearbeitet die Themen Klima, Energie und Nachhaltigkeit.

### Curricula
Im Bereich der Erwachsenenbildung hat der Bildungsträger als Solarschule der Deutschen Gesellschaft für Solarenergie DGS mehrere hundert Solarfachberater geschult. Die Fortbildungen richten sich an in- und ausländische Multiplikatoren wie Berufsschullehrer und ausreisende Mitarbeiter der Entwicklungszusammenarbeit. Die Inhalte sind dezentrale Energieversorgung, ländliche Entwicklung, standortgerechtes Bauen. Die Arbeit trägt die NUN-Zertifizierung.

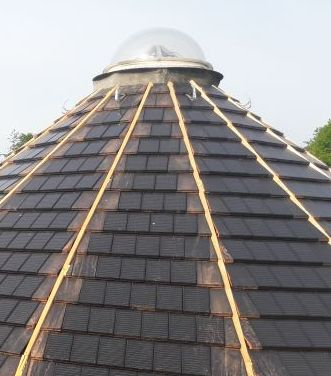
Solardachziegel Artefact Zentralbau

Das Energiestrategiespiel Changing the Game dient zur Simulation europaweiter Energiewende-Szenarien und wird in Kooperation mit dem Partner „Energy Crossroads“ deutsch- und englischsprachig durchgeführt.
Die ökologischen Themen zum nachhaltigen Bauen, Wohnen und Leben werden im Energieerlebnispark an 40 Info- und Erlebnisstationen auf spielerische Art vermittelt. Energieumwandlungen können kennengelernt, Windgeschwindigkeiten erspürt, mit der Sonne um die Wette gestrampelt, Biogas oder Photovoltaik, Windenergie oder Brennstoffzelle erlebt werden.
Kinder und Jugendliche nehmen alljährlich teil am Schleswig-Holstein Solarcup zum Bau und Rennen mit kleinen Solarfahrzeugen bis hin zur Qualifikation zum landesweiten „SolarMobil Deutschland“-Wettbewerb.
Seit 2018 werden in einem Pilotprojekt mit mehreren Kindertagesstätten Module zu Klimabildung und erneuerbaren Energien im Vorschulalter entwickelt.

### Aktivitäten –Weltwärts Nord-Süd und Süd-Nord
Bestandteil der Jugendbildung ist das artefact-Projekt Solivol: seit 2009 nehmen bis zu 50 junge Leute als solar volunteers an einem meist einjährigen Freiwilligeneinsatz bei Nichtregierungsorganisationen in Ostafrika bzw. im Rahmen des Süd-Nord-Programms umgekehrt in Norddeutschland teil. Die Schwerpunkte der meisten Einsatzstellen liegen in nachhaltigen Entwicklungsaktivitäten, in schulischer und außerschulischer Umweltbildung.
Kooperationspartner in der Kofinanzierung sind „engagement global“ (weltwärts) und das Bundesamt für Familie (IJFD).

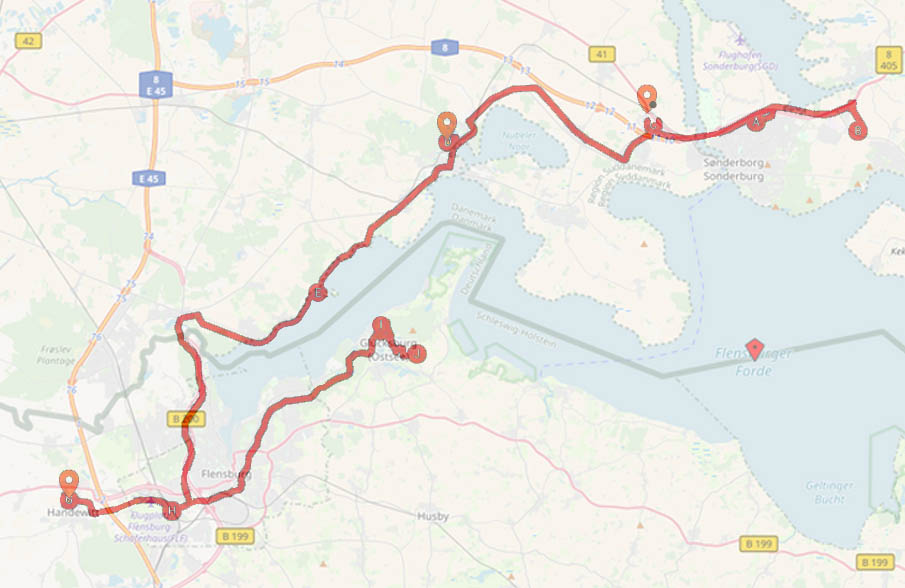
Karte Tour de Flens

Projektdurchführung und Film Global lernen – lokal bauen: vom Experiment zum Trendsetter für den Rat für nachhaltige Entwicklung der Bundesregierung 2019.

### Aktivitäten Euroregion Nord

#### „Tour de Flens“
Die alljährlich durchgeführte Fahrt zu Elektromobilität und Energiewende Tour de Flens findet mit bis zu 50 Elektro-Fahrzeugen und 100 Mitfahrern grenzübergreifend für und mit kommunalen und betrieblichen Pionieren statt. Partner sind in Sonderborg (Project Zero, Sonderborg Forsyning) und Flensburg (Klimapakt).

### Gelände und Demonstrationsgebäude

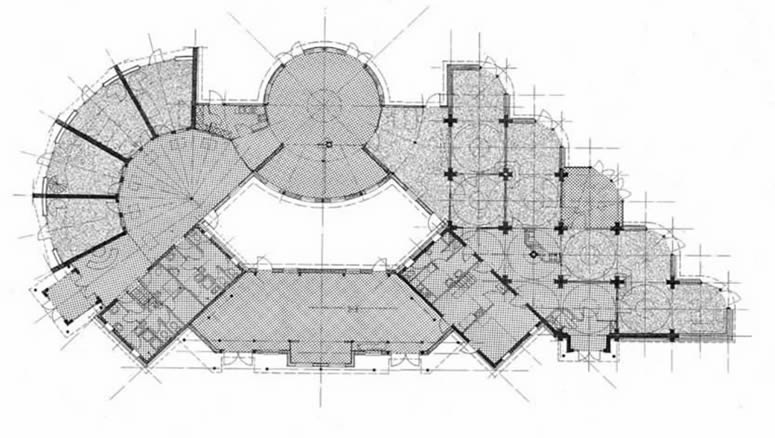
Grundriss artefact

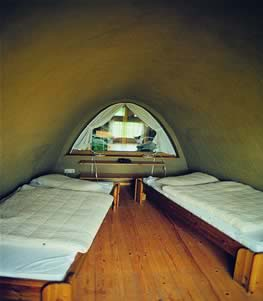
Schlafraum im nubischen Gewölbe

Das Gelände von Artefact befindet sich auf dem Glücksburger Bremsberg. Das Tagungs- und Gästehaus bietet ganzjährig Raum für bis zu 40 Übernachtungsgäste in zwei Gebäuden.
Das Gelände von ca. 2 ha wird infrastrukturell weitgehend eigenständig ver- und entsorgt: Wärmeversorgung durch mehrere Solarthermieanlagen, eine Biomasse-Hackschnitzelanlage aus lokaler Knickpflege. Die externe Trinkwasserversorgung wird durch Regenwasserspülung ergänzt. Regenwasserrückhaltebecken, eine eigene Pflanzenkläranlage und Trockentoiletten im Außenbereich zur Produktion von terra preta dienen der Wiederaufbereitung und als Anschauungsobjekte für Besucher.
Der Anschluss an das öffentliche Stromnetz ergibt in Kombination mit einigen Solar home systems einen Ausgleich saisonaler Über- und Unterschüsse durch mehrere Photovoltaikanlagen von ca. 40 kW und einer Kleinwindkraftanlage „easywind“ von 6 kW. Ergänzt werden diese Realanlagen durch Info-Pavillons, Tafeln und Demonstrationsanlagen auf dem Gelände des Energieerlebnisparks.

## Architektur

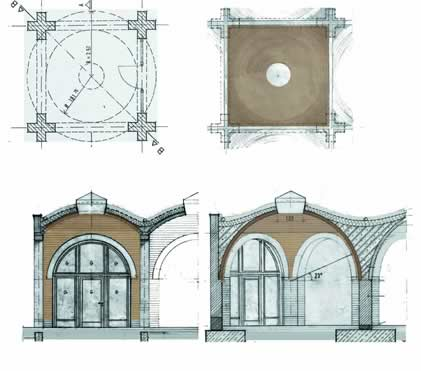
Kuppeln artefact

Die Gebäude wurden von 1989 bis 1995 als eines der ersten Projekte für nachhaltiges Bauen in ökologischer Bauweise mit lokalen Baustoffen geplant und gebaut. Das Anliegen war eine Integration regionaler Architektur und außereuropäischer Architekturformen. Verwendet wurden Lehmziegel und Holz als Konstruktionsstoffe, örtliche gewonnenes Seegras und Altglas als Dämmmaterial. Die Lehmsteine wurden wie unter außereuropäischen Bedingungen selbst gepresst.
Der zentrale Gebäudekomplex besteht aus Haupthaus, Flügelbauten, Werkstatt-Büroräumen, Gästehaus 1 mit Nubischen Lehmsteingewölbe, Gästehaus 2 mit Lehmkuppeln und Grasbedeckung. Das gegenüberliegende 2-geschossige „Sonnenhaus“ hat eine dachintegrierten Photovoltaikanlage. 2021 kam auf dem Haupthaus eine neuartige Schindel-Deckung aus Solarziegeln hinzu.
Bei der Errichtung arbeiteten europäische, indische und afghanische Baufachkräfte zusammen. Das Fachwissen war gegenseitig. Eine große Anzahl ungelernter Jugendlicher und Langzeitarbeitsloser wurde im Lauf der Jahre eingebunden und qualifiziert.
Diese hier erprobte Art der internationalen Zusammenarbeit bei der Bauerstellung gilt bis heute als Leitlinie bei den verschiedenen Projekten von artefact im In- und Ausland.
Das Projekt wurde mehrfach gefördert und erhielt den Preis für Ökologisches Bauen Schleswig-Holstein.

## Förderung Gebäude
Der Bau wurde gefördert durch:
- Umweltministerium Schleswig-Holstein
- Bundesanstalt für Arbeit
- interreg-Mittel der EU
- Stiftung Deutsche Jugendmarke
- IKEA-Stiftung

## Vernetzung / Preise
Mitgliedschaft
- International Network for sustainable Energy INforSE.org[20]
- Klima-Allianz Deutschland[21]
- Bündnis Eine Welt Schleswig-Holstein BEI-SH[22]
- Dachverband Lehm[23]

Anerkennung
- als Träger der Weiterbildung in Schleswig-Holstein
- Solarschule der Deutschen Gesellschaft für Solarenergie DGS[6]

Zertifizierung
- als Einrichtung für Nachhaltigkeit mit dem NUN-Logo[7].

Auszeichnung
- Preis des Landes Schleswig-Holstein für Ökologisches Bauen 1998
- Träger des Eurosolar-Preises Europa 1998
- Expo 2000-Projekt Aussenstation
- UN Dekade Bildung für nachhaltige Entwicklung
- Ort der Ideen